# Pietro Padovani
Pietro Padovani (Crespellano, 26 giugno 1906 – Mediterraneo, 12 febbraio 1943) è stato un militare e aviatore italiano, decorato di medaglia d'oro al valor militare alla memoria nel corso della seconda guerra mondiale.

## Biografia

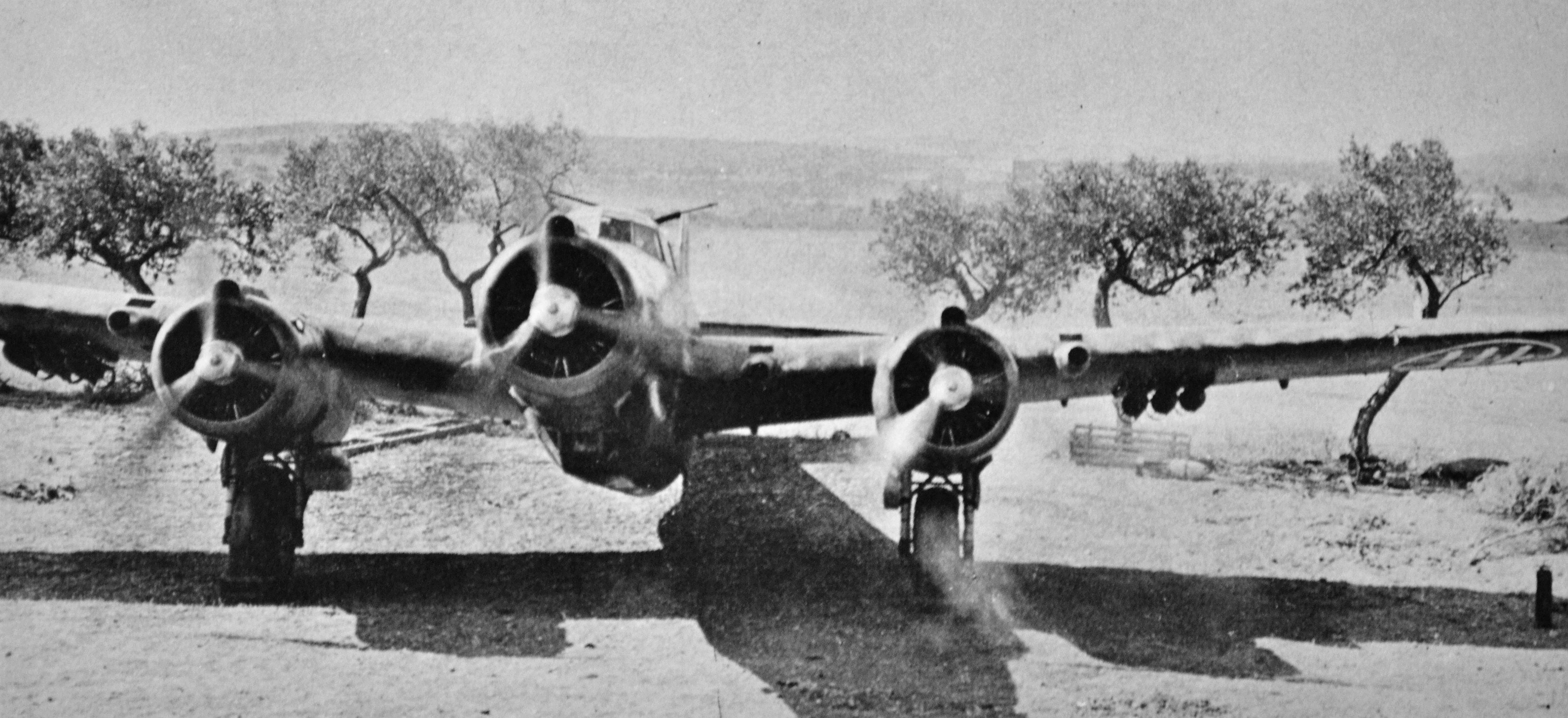
Un bombardiere CANT Z.1007 Alcione scalda i propulsori su una base della Sicilia nel 1941.

Nacque a Crespellano, provincia di Bologna, il 26 giugno 1906. Si arruolò volontario nella Regia Aeronautica nel 1926 come allievo sergente pilota, venendo promosso sergente due anni dopo conseguendo anche il brevetto di pilota militare. Nel 1931 conseguì il diploma di ragioniere e poi iniziò a frequentare la Regia Accademia Aeronautica di Caserta, da cui uscì nel 1933 con il grado di sottotenente pilota in servizio permanente effettivo, destinato al  15º Stormo Bombardamento Terrestre. Divenuto tenente nel marzo 1935, l'ano successivo a causa delle esigenze legate alla guerra d'Etiopia partì per la Libia, dove fu promosso capitano nel 1938. Ritornato in Italia verso la fine dello stesso anno chiese, ed ottenne, di partire per combattere nella guerra di Spagna, arrivando in terra iberica nel febbraio 1939. Il conflitto terminò poco tempo dopo, ed egli rientrò in Italia, decorato con una Croce di guerra al valor militare, nel luglio successivo, assegnato al 41º Stormo Bombardamento Terrestre. Dopo l'entrata in guerra del Regno d'Italia, avvenuta poi il 10 giugno 1940, si distinse in combattimento sul fronte occidentale e poi sul Mediterraneo Centrale. Dal dicembre dello stesso anno operò in Africa Settentrionale Italiana e poi, dopo un periodo di riposo trascorso sull'aeroporto di Reggio Emilia, entrò in servizio presso il gruppo C del 7º Stormo Bombardamento Terrestre. Nell'aprile 1942 ritornò in Africa settentrionale, già decorato con due Medaglie d'argento e una di bronzo al valor militare, venendo promosso maggiore nel mese di settembre assumendo nel contempo il comando del 107º Gruppo del 47º Stormo Bombardamento Terrestre, equipaggiato con i bombardieri CANT Z.1007 Alcione. Cadde in combattimento sul Mediterraneo Centrale il 12 febbraio 1943, e per onorarne il coraggio dimostrato in questo frangente venne decretata la concessione della Medaglia d'oro al valor militare alla memoria, massima onorificenza italiana.

### Fonti
1. 1 2 3  Ufficio Storico dell'Aeronautica Militare 1969, p. 230.
2. 1 2 3 4 5 6 7  Combattenti Liberazione.
3. ↑   Pietro Padovani, su Quirinale.it. URL consultato il 20 novembre 2018.
4. ↑  Bollettino Ufficiale 1949, disp.1, pag.37 e Bollettino Ufficiale 1959, supl.7, pag.299.
5. ↑  Bollettino Ufficiale 1941, disp.43ª, registrato alla Corte dei conti addì 21 gennaio 1942, registro n.15 Aeronautica, foglio n.74.